# Schweizer SGS 2-12
Schweizer SGS 2-12 là một loại tàu lượn huấn luyện cánh thấp, hai chỗ của Hoa Kỳ, do Schweizer Aircraft ở Elmira, New York chế tạo.

## Biến thể
XTG-3
TG-3A
SGS 2-12

## Tính năng kỹ chiến thuật (TG-3)
Đặc điểm tổng quát
- Kíp lái: 2
- Chiều dài: 27 ft 7 in (8.41 m)
- Sải cánh: 54 ft 0 in (16.46 m)
- Chiều cao: 8 ft 0 in (2.44 m)
- Diện tích cánh: 237 ft2 (22.0 m2)
- Tỉ số mặt cắt: 12.3
- Kết cấu dạng cánh: NACA 4416
- Trọng lượng rỗng: 860 lb (390 kg)
- Trọng lượng có tải: 1,200 lb (544 kg)

Hiệu suất bay
- Vận tốc cực đại: 90 mph (144 km/h)
- Hệ số bay lướt dài cực đại: 24 ở vận tốc 52 mph (83 km/h)
- Vận tốc xuống: 180 ft/min (0.91 m/s)